# 커서우량
커서우량(중국어: 柯受良, 병음: Kē Shòuliáng, 한자음: 가수량, 1953년 2월 22일 ~ 2003년 12월 9일)은 중화민국의 배우 겸 영화 감독이다.
상하이시에서 사망하였다.

## 영화
- 오룡천자 (2002년) - 소요자 역
- 생사속체 (2002년) - 수범 역
- 흑협 2 (2002년)
- 동당 2001 (2001년)
- 신유맹의생 (2001년)
- 표녀지탈명지려 (2001년)
- 영웅인물 (2001년)
- 욕망지성 (2001년)
- 이안환안 (2000년)
- 개정귀사 (2000년)
- 형 (2000년)
- 배드 보이즈 (2000년)
- 고혹자 6 - 동경용호투 (2000년)
- 분소해 (1999년)
- 야차 (1999년)
- 극속전설 (1999년)
- 호정웅심 (1997년)
- 블랙 로즈 (1997년)
- 고혹자 2 - 맹룡과강 (1996년)
- 고혹자 3 - 척수차천 (1996년)
- 비호웅심 2 (1996년)
- 비룡 (1996년)
- 노니매 (1995년)
- 아시아 커넥션 (1995년)
- 영웅 (1995년) - 소흑 역
- 도신 2 (1994년) - 해안 역
- 지사화퇴 (1993년)
- 마등출영 (1993년)
- 아비와 아기 (1992년)
- 사막의 드래곤 (1992년)
- 반아종횡 (1992년)
- 도학위룡 2 - 첩혈위룡 (1992년)
- 야생활여왕하저전기 (1991년)
- 쌍성고사 (1991년)
- 전장 (1990년)
- 장교 수첩 (1990년)
- 도협 (1990년)
- 성전강호 (1990년)
- 루안살성 (1990년)
- 표성 (1989년)
- 표가도 2 - 화촉귀 (1989년)
- 묘탐쌍웅 (1989년)
- 도시의 아이들 (1989년)
- 도시의 심판관 (1989년)
- 부귀병단 (1989년)
- 강호접반인 (1988년)
- 최후일전 (1987년)
- 신용쌍향포 2 (1986년)
- 예스 마담 2 - 황가전사 (1986년)
- 영웅본색 (1986년)
- 위슬리전기 (1985년)
- 쾌찬차 (1984년)
- 혈전냉응보 (1981년)
- 독비권왕 (1971년)